# 全日本吹奏楽コンクール
全日本吹奏楽コンクール（ぜんにほんすいそうがくコンクール、All Japan Band Competition）は、一般社団法人全日本吹奏楽連盟と朝日新聞社が主催し、毎年開催するアマチュア吹奏楽団体を対象とした音楽コンクールである。1940年（昭和15年）に同新聞社が創設したものの、太平洋戦争勃発により中断、戦後は1956年（昭和31年）に再開された。本大会は、日本の吹奏楽界では最大規模の大会である。

## 歴史
- 1940年（昭和15年）11月23日：第1回全日本吹奏樂競演會 紀元二千六百年奉祝 集團音楽大行進並大競演會
奉納演奏 : 橿原神宮[注 1]
行進演奏 : 中之島公園運動場[注 2] - 淀屋橋 - 御堂筋南下[注 3] - 本町4丁目 - 道頓堀橋 - 千日前 - 生國魂神社参拝[注 4]
舞台演奏 : 大阪朝日会館
主催 : 大日本吹奏樂連盟・朝日新聞社
後援:陸軍省、海軍省、文部省、厚生省
役員 : （会長）子爵 岡部長景、（副会長）村山長挙・小森七郎
課題曲[注 5] : 吹奏楽部 大行進曲「大日本」（斉藤丑松）[注 6]／喇叭鼓楽部[注 7] 意想曲「野営の篝火」（大沼哲）
審査委員 : 乗杉嘉寿（審査委員長）、陸軍軍楽隊隊長 大沼哲、海軍軍楽隊隊長 内藤清五、春日嘉藤治、堀内敬三、林亘、福喜多鎮雄、神納照美、赤坂幸造、山口常光[注 8]
表彰 : 学生部・学校部 1等「文部大臣賞」、2等 連盟賞（楯）、3等 賞状／青年部 1等「厚生大臣賞」、2等 連盟賞（楯）、3等 賞状、優秀団体に「永井建子賞」
出演団体数 : 吹奏楽・学生部3、吹奏楽・青年部4、喇叭鼓楽・学校部3、喇叭鼓楽部・青年部2、賛助出演1、特別出演1
- 1941年（昭和16年）11月23日：第2回大会 全国吹奏樂大行進大競演會
行進演奏 : 名古屋市鶴舞公園 - 上前津 - 南大津 -  通栄町 - 広小路通を西進 - 朝日新聞中部本社[4][5]
舞台演奏 : 名古屋朝日会館
出演団体数 : 吹奏楽・学生部3、吹奏楽・一般部3、喇叭鼓隊・学生部3、喇叭鼓隊・一般部2、喇叭隊・学生部2、喇叭隊・一般部1、鼓笛隊・学生部3、鼓笛隊・一般部2
- 1942年（昭和17年）11月23日：第3回大会 大日本吹奏樂大會[注 9]
行進演奏 : 東公園 - 福岡県庁[注 10] - 西公園[6]
舞台演奏 : 福岡中学校講堂
出演団体数 : 吹奏楽・学生部6、吹奏楽・一般部5、喇叭鼓隊・学生部5、喇叭鼓隊・一般部1、喇叭隊・学生部3、鼓笛隊・学生部3、鼓笛隊・一般部2

特選団体制度開始（1940年からカウント。1942年の招待演奏まで）。
〈戦争のために中断〉
- 1956年（昭和31年）12月9日：第4回全日本吹奏楽コンクール 大阪府立体育館
全日本吹奏楽コンクールとして再開。
主催 全日本吹奏楽連盟・朝日新聞社
表彰 部門毎に出演団体に順位を点け表彰する。
中学の部（テープ録音審査）[注 12]、高校の部、職場の部、一般・大学の部：30名以内、演奏時間10分以内。
- 1957年（昭和32年）：中学の部、高校の部、職場の部、一般・大学の部：40名以内、演奏時間12分以内に改定。
- 1959年（昭和34年）：3年連続1位受賞団体特別演奏制度開始（1956年からカウント。1970年の特別演奏まで）。
- 1961年（昭和36年）：「一般・大学の部」を「大学の部」と「一般の部」に分離。中学、高校、大学、職場、一般の5部門になる。
- 1964年（昭和39年）：高校の部：45名以内　大学の部：45名以内 に改定。
- 1965年（昭和40年）：高校の部：40名以内 に改定。
- 1970年（昭和45年）：金賞・銀賞・銅賞のグループ表彰になる。
- 1974年（昭和49年）：中学の部、高校の部：45名以内　大学の部、職場の部：55名以内　一般：60名以内 に改定。
- 1975年（昭和50年）：5年連続金賞受賞団体特別演奏制度[注 13]開始（1970年からカウント。1995年の特別演奏まで）。
- 1977年（昭和52年）：この年より会場を普門館に固定し、すべての部門を同所で開催。
- 1980年（昭和55年）：この年より大学・職場・一般の部のみ再び会場を全国各支部持ち回りで開催することとなった。
- 1981年（昭和56年）：高校の部：50名以内 に改定。ピアノ、コントラバス以外の弦楽器が使用できるようになる。
- 1982年（昭和57年）：中学の部：50名以内　一般：制限なし に改定。
- 1992年（平成4年）： それまで日曜日に一日で開催していた大学・職場・一般の部の開催日程について、大学の部を単独で土曜日の午後から夕刻にかけて、職場の部と一般の部を翌日曜日に終日、それぞれ開催するよう改めた。
- 1994年（平成6年）： 3年連続金賞受賞団体特別表彰制度[注 14]開始（1991年からカウント。1998年の表彰まで。ただし5金制度からの移行措置として、1993年で5金となる団体は翌1994年に5金特別表彰ならびに特別演奏、1994年で5金となる団体は翌1995年に5金特別表彰ならびに特別演奏）。
- 1996年（平成8年）： 中学の部、高校の部で入場券を前半の部と後半の部に分け、入場者の入替制を開始。審査においても前半の部と後半の部を分け、それぞれ独立した大会として審査する方式に改定。
- 1998年（平成10年）：弦楽器はコントラバスのみ。曲中のスキャット（声）は認める。
- 1999年（平成11年）：3年連続出場制度[注 15]開始（1996年からカウント。2013年のお休み[8]まで）。
- 2003年（平成15年）：一般の部：80名以内 に改定。
- 2007年（平成19年）：自由曲の編成は木管楽器、金管楽器、打楽器（擬音楽器を含む）とする。ただし、コントラバス・ピアノ・チェレスタ・ハープの使用は認める。エレキベース（サイレントベースを含む）が使用できなくなる。
- 2009年（平成21年）：「職場の部」と「一般の部」を「職場・一般の部」に統合。中学、高校、大学、職場・一般の4部門になる。あわせて、職場・一般の部の各支部代表枠をそれぞれ１団体増やした。高校の部：55名以内　職場・一般の部：65名以内 に改定。職場・一般の部の審査においても前半の部と後半の部を分け、それぞれ独立した大会として審査する方式に改定。ハープやコントラバスなどの台、ホルンの反響板などの持ち込みができなくなる。
- 2013年（平成25年）：指揮者について、同一人物が同一部門において複数の団体を指揮することのないよう制限を加えた。
- 2015年（平成27年）：中学の部・高校の部の出場団体数を、前半の部・後半の部ともに各15団体（合計30団体）とする。
- 2020年（令和2年）：新型コロナウイルス感染症の流行の収束予測が立たないため中止[9][10][11]。
- 2022年（令和4年）度：全国の正会員を対象にコンクール実態調査を実施[12][13]。中学校・高等学校の少人数化への対応、大学の参加団体数の拡大が主な課題として挙げられた。
- 2023年（令和5年）：大学の部の出場団体数を15団体とする[14]。「地域バンド」の加盟登録を認める[15][16]。
- 2024年（令和6年）度：中学校の部が中学生の部に名称変更。課題曲の演奏上の規制緩和に合わせ、公募要項を一部改定[17][注 16]。地域バンド、合同バンドの出場が可能となる（中学生の部）[18]。審査の観点を設け[19]、審査員の評価を数値化[20]。

## 概要

### 規定
（出典：）
参加を希望する団体はまず該当地域の吹奏楽連盟に加盟登録し、連盟理事会で毎年指定する課題曲（吹奏楽連盟会報「すいそうがく」、連盟公式ホームページ、朝日新聞紙上、吹奏楽関連雑誌で発表）と各団体が選曲する自由曲の2曲を決めて参加申込をする。なお、以下の規定は全日本吹奏楽コンクール（便宜上、以下「全国大会」と記す）に通じる部門【A】のものである。

#### 実施部門
中学生の部（以下、中学の部）、高等学校の部（以下、高校の部）、大学の部、職場・一般の部 の4部門

#### 参加人員
中学の部：50名以内　高校の部：55名以内　大学の部：55名以内　職場・一般の部：65名以内
ただし、支部大会の申込人員を超えることはできない。なお、指揮者はこの人員に含まれない。

#### 参加資格
同一人が二つ以上の団体に重複して出場することは認めない。なお、年齢については問わない。
- 中学の部：中学校に在籍している生徒とする。(同一経営の学園内小学校児童の参加は認める。)
  - 参加形態：①単独校、②合同バンド、③地域バンド（2024年度大会より）[注 20]
- 高校の部：同一高等学校に在籍している生徒とする。（同一経営の学園内小学校児童・中学校生徒の参加は認める。）[注 21]
- 大学の部：同一の大学に在籍している学生（大学院生を含む[23]）とする。ただし、管・打・弦楽器を専攻する学生の参加は認めない。（2020年度大会より）[24]
- 職場・一般の部：当該団体の団員とする。ただし、職業演奏家[注 22]の参加は認めない。

指導者並びに指揮者の資格については制限しないが、加盟団体の長が認めた者とする。課題曲と自由曲は同一人が指揮すること。同一部門において指揮することができるのは1団体とする。（2024年度大会より）

#### 演奏
- 課題曲及び自由曲を演奏して審査を受ける。
- 課題曲は楽譜どおりに演奏すること。もし、当日あるいは事後に疑義が判明したときは、失格とする場合がある。
- 編成は次のとおりとする。
  - 課題曲について[注 23]
    - スコアに記載された、オプションを除くすべてのパートが揃っている団体は、いかなる変更を認められない[26]。
    - オプションを除くパートに不足がある場合
      - オプションを除くすべてのパートが揃わない団体は、不足のパートについて、課題曲のスコアに記載がある楽器（含オプション）によって代替することが認められる[26]。

    - 指定された楽器がない場合、一部代替が認められている[26]。
    - 「Solo」や「1 Player」の指示がある部分を1人で演奏することが困難な場合、複数の奏者（同一楽器）に分けて演奏することも可能。ただし、演奏している奏者は必ず1人でなければならない[26]。

  - 自由曲の編成は、木管楽器・金管楽器・打楽器（擬音楽器を含む）とする。ただし、コントラバス・ピアノ・チェレスタ・ハープの使用は認める。
  - リコーダーの使用について。原曲に指定がある場合は使用することが認められるが、編曲の際に使用することは認められない[27]。
  - 自由曲で歌声については、スキャット・ハミングを認めるが、歌詞は認めない。
- 課題曲と自由曲は同一メンバーが演奏しなければならない。ただし、楽器の持ち替えは認める。
- 課題曲と自由曲は支部大会で演奏したものとする。
- 著作権の存在する楽曲を編曲して演奏する場合は、事前に著作権者から編曲の許諾を受けなければならない。この許諾を受けないで本大会に出場することは認めない。
- 演奏時間は12分以内とする。演奏時間とは、課題曲の演奏開始から自由曲の終了までの時間をいう。
- 演奏時間が超過した場合は失格とし、審査の対象としない。

#### その他の規定
- 本大会に15回出場した指揮者は、「長年出場指揮者」として表彰することができる。なお、同一大会で複数部門に出場した場合も1回とする。
- 大学の部、職場・一般の部において「全国大会代表団体に選出された後は、当該全国大会会場使用を自粛する。」（2012年度大会より）[28]
- 中学の部、高校の部において「全国大会代表団体に選出された後は、当該全国大会会場使用を自粛する。」（2013年度大会より）[29]

#### 規定違反・規定違反疑いの事例
- 演奏時間超過（タイムオーバー）

稀に起こる。第51回大会（2003年）の中学の部・前半の部において、1番目に演奏した団体の課題曲演奏終了後に聴衆から拍手が入った。その後、拍手が収まってから自由曲の演奏を始めたため、演奏時間超過になり失格になった団体があった。
- 参加資格違反

第57回大会（2009年）の職場・一般の部の開催前に支部代表になった一般団体に参加資格違反が認められたため、全国大会への推薦を取り消す処分があった。
- 課題曲改変

第60回大会（2012年）に実施規定が「課題曲のスコアに記譜された音・音域を変えて演奏することは認めない。もし、当日あるいは事後にこのことが判明した場合は、失格とする。」に変更されてから違反が認められた団体はないが、第61回大会（2013年）では違反かどうか紛らわしい団体が3団体あり、指揮者が指導を受けている。

#### 過去の規定
- 楽器編成について、エレキベース（サイレントベースを含む）は2006年度まで使用できたが、2007年度から使用禁止となった。ヴァイオリンやチェロ[注 24][30]も使用できた年代があったが、現在では使用禁止である。
- 「特選団体制度」。第1回大会（1940年）から第3回大会（1942年）までは、2年連続優勝団体を翌年招待演奏とする規定があった。第3回大会では、第1回大会と第2回大会で2年連続優勝した2団体が招待演奏を行い、「特選」が授与された。第2回大会と第3回大会で2年連続優勝した団体が1団体あったが、第3回大会の翌年である1943年では戦争のため大会が実施されなかったので招待演奏が幻となった。
- 「3年連続優勝受賞団体特別表彰並びに特別演奏制度」。第4回大会（1956年）から第17回大会（1969年）までは3年連続1位受賞団体は、その翌年は地区大会、県大会や支部大会といった下位大会も含め、吹奏楽コンクールに参加することができないが、お休みの年度の全国大会の場で、その偉業を称えて表彰され、演奏を披露することができた。
- 「5年連続金賞受賞団体特別表彰並びに特別演奏制度」、通称「5金制度」。第18回大会（1970年）から第43回大会（1995年）までは5年連続金賞受賞団体は、その翌年は地区大会、県大会や支部大会といった下位大会も含め、吹奏楽コンクールに参加することができないが、お休みの年度の全国大会の場で、その偉業を称えて表彰され、演奏を披露することができた。
- 「3年連続金賞受賞団体特別表彰制度」、通称「3金制度」。「3年間連続して全国大会で金賞を受賞した団体は、その翌年は地区大会、県大会や支部大会といった下位大会も含め、吹奏楽コンクールに参加することができない。」という制度が、第42回大会（1994年）から第46回大会（1998年）まで存在した。お休みの年度には各支部・都道府県吹奏楽連盟が支部大会や都道府県大会での審査に関わらない特別演奏を依頼することがあった。
- 「3年連続出場制度」、通称「三出制度」。「3年間連続して全国大会に出場した団体は、その翌年は地区大会、県大会や支部大会といった下位大会も含め、吹奏楽コンクールに参加することができない。」という制度が、第47回大会（1999年）から第61回大会（2013年）まで存在した。第44回大会（1996年）から第46回大会（1998年）大会まで3年連続出場を達成した26団体（中学6・高校11・大学1・職場6・一般2）が第47回大会に出場できなかった。全日本吹奏楽連盟は、1999年8月28日に東京文化会館において吹奏楽コンクール・マーチングフェスティバル・アンサンブルコンテストそれぞれの全国大会に3年連続出場した団体を招いて全日本吹奏楽連盟特別演奏会を開催し、出演団体には「ローリエットバンド」の表彰状を贈った。また、1999年から2013年までの間、三出を果たした翌年の「国民文化祭・吹奏楽の祭典」への出場を推薦し、三出翌年の支部大会において「全日本吹奏楽連盟理事長賞」を贈呈した。「3金制度」時代と同様に、お休みの年度には各支部・都道府県吹奏楽連盟が支部大会や都道府県大会での審査に関わらない特別演奏を依頼することがあった。
当初より制度に対する疑問の声[注 25]があった。
全日本吹奏楽連盟の「できるだけ多くの人に全国大会を経験して欲しい」という方針により設けられているこの規定について、連盟理事の石津谷治法は「高校の顧問としては、3年連続出場して、1年休むのはよい制度だと思う。」としたうえで「中学校における部活の難しさを考えると、やはり『三出制度』には疑問がある」と意見している[31]。

### 審査・表彰
この節の審査方法は全国大会のものである。下位大会については「予選」を参照のこと。

#### 現在の審査方法
第72回大会（2024年）以降
（出典：）
- 課題曲と自由曲それぞれをA・B・Cの3段階で評価。
- 審査員は、各部門及び前半の部・後半の部ごとに、審査説明会で示されたA・B・Cの数を厳守し、審査を行う。A・B・Cの数については、その年度ごとに理事会で定める。
- 審査員の評価（A・B・C）を、A=3、B=2、C=1に置き換え、数値の合計得点の満点に対する割合を算出。算出した割合が80%以上の場合は金賞、60％以上80%未満の場合は銀賞、60％未満の場合は銅賞とする。各賞の数の制限はない。
- 基準となるABCの個数には傾斜をかける[32]。

- ABCの個数（2024年度）[33]
  - 中学生・高等学校・大学→A:B:C=6:5:4
  - 職場・一般の部→A:B:C=6:4:3

#### 過去の審査方法
第61回大会（2013年）から第71回大会（2023年）
- 審査員は、各部門及び前半の部・後半の部ごとに、課題曲と自由曲を総合し、A(金)・B(銀)・C(銅)の3段階で相対評価する。
- 審査員は、各部門及び前半の部・後半の部ごとに、審査説明会で示されたA・B・Cの数を厳守し、審査を行う。A・B・Cの数については、その年度ごとに理事会で定める。
- 審査員の過半数がA評価：金賞、審査員の過半数がC評価：銅賞、それ以外：銀賞。各賞の数については制限を設けない[34][35]。
ABCの個数(2019年度大会)  審査内規第3条の「審査員が付ける A・B・Cの数」については、下記のとおり。
15 団体：A(5) B(5) C(5)　13 団体：A(5) B(4) C(4)[36][注 26][注 27]
- ある賞が、ゼロおよび1となった場合、部門および前後半での賞の数がアンバランスとなった場合についても認める[37]。
- 審査方法や審査員の選考等を検討するプロジェクトチームが立ち上がり、植田副理事長を中心に検証を行っていくことが2021年度理事会（9月）で確認されている[38]。2023年度理事会（6月）では、審査に関する専門委員会から提案された審査方法を用いて、今後検証を行っていくことが確認されている[39]。
- 2022年度の大会より、出演団体及び会報『すいそうがく』において、審査一覧を公表することとなった（なおホームページ上では公表しない）[40]。

第44回大会（1996年）から第60回大会（2012年）

9人の審査員が上述の課題曲と自由曲のそれぞれに対し、「技術面」「表現面」に分けてABCDEの5段階で各々絶対評価を行う（つまり審査員は、課題曲の技術面・表現面、自由曲の技術面・表現面の4点についてABCDEの評価をそれぞれ行う）。その後、ABCDEの評価を得点化し、その得点の上位順から●金賞・●銀賞・●銅賞のいずれかの賞が与えられる。ただし、審査の公平性をより高めるため、9人の審査員の審査のうち「最も高い評価をした審査員1人・最も低い評価をした審査員1人」の評価はカットされる（カット対象となる評価が同一の場合は、いずれか1人の評価のみをカット）。よって得点化されるのは9人の審査員の評価のうち、最高点・最低点間の評価を行った7人の審査員の評価となる。結果発表後、各演奏団体の代表者には各審査員から合計9枚の自団体の審査票が渡される。審査票には表があり、課題曲・自由曲の技術・表現の評価がA〜Eのいずれか1つにそれぞれ○がつけられている。特記事項の欄が表の下に設けられているが、講評が書いてあることはまれであった。審査票には審査員名も書かれておらず、どの審査員の評価かわからないものであった。審査結果の一覧は、開催年度の1月発行の会報「すいそうがく」で2012年度まで公表されていた。それを見ることで出場団体の順位を知ることができた。
第31回大会（1983年） 審査内規を改定。
第30回大会（1982年）の審査方法は次のとおり。

- 審査方法は次の通りとする。

　イ）審査員は課題曲と自由曲の2曲を、それぞれ「技術」と「表現」の2項目について、A・B・C・D・E の5段階で評価する。

　ロ）A〜Eを次の点数に換算し合計点の多い方から金・銀・銅の3つのグループに分けて賞を贈り表彰する。

　　　A=5 B=4 C=3 D=2 E=1 

　ハ）金・銀・銅の3つのグループ分布の判定は採点委員が行い審査委員長がこれを決定する。その結果を審査員に報告し了解を得る。

- 採点一覧表は出場団体に公表する。

第18回大会（1970年）から第29回大会（1981年）までの審査方法は次のとおり。

　A・B・C の3段階で評価する。
第16回大会（1968年）の審査方法は次のとおり。

　9名の審査員が、課題曲70点満点（小数第1位まで）、自由曲30点満点（小数第1位まで）、合計100点満点（小数第1位までなので実質1,000点満点）の絶対評価で採点する。
『バンドジャーナル』（1959年11月号 15頁）で全日本吹奏楽連盟理事の広岡淑生が、当時の採点方法や点数発表の仕方について「採点法は増沢式順位制が今のところよいようである。審査の結果を審査員が採点したのを一覧表にして入賞団体だけの点数を発表するが、他の成績は希望によって知らせ反省の資とするようになっている。」と述べている。

#### 審査員について
- 第63回大会（2015年）から、コンクールの審査員に指揮者を含めなくてよい[44][注 32]。
- 全日本吹奏楽連盟2019年度理事会（7月）において、全日吹連理事・支部理事長から推薦いただいた方々を対象に、三役で交渉順を決定する。交渉条件として、「同一部門での同一所属はできるだけ避ける」等の説明がなされた。なお、審査員に、審査に関することをSNS等で発信しないよう依頼することも確認された[36]。
- 2022年度理事会（5月）において、理事から推薦される審査員について、作曲家や指揮者を含めジャンルを広げていくことが確認された[40]。

#### 表彰制度
金賞・銀賞・銅賞のいずれかとする。

第18回大会（1970年）から現在のグループ表彰制になる。
第4回大会（1956年）から第17回大会（1969年）までは、1位／2位／3位…の順位制であり、1位の団体には優勝旗が授与された。
第3回大会（1942年）は、学生部では1位「文部大臣賞」／2位／3位、一般部では1位「厚生大臣賞」／2位／3位、優秀団体に「永井建子賞」が授与、前年度までに2年連続優勝団体には「特選」が授与された。
第2回大会（1941年）は、学生部では1位「文部大臣賞」／2位／3位、一般部では1位「厚生大臣賞」／2位／3位、優秀団体に「永井建子賞」が授与された。
第1回大会（1940年）は、学生部・学校部では1等「文部大臣賞」／2等「連盟賞」／3等、青年部では1等「厚生大臣賞」／2等「連盟賞」／3等、優秀団体に「永井建子賞」が授与された。

#### 表彰の修正
- 1982年（昭和57年）10月24日（日）に尼崎市総合文化センターアルカイックホールで開催された第30回大会・大学の部において、審査の結果、金賞0団体、銀賞5団体、銅賞7団体と発表された。直後、大会に出場した大学側の申し入れで全日本吹奏楽連盟より「満点の85%以上を金賞の絶対評価としている。」という明記されていない内規があること等の事情説明が行われたが、規定に明記されている「合計点の多い方から金・銀・銅の3つのグループに分けて賞を贈り表彰する。」との記述と矛盾しているため、この説明に納得できなかった一部の出場団体が同日夕刻の表彰式・閉会式をボイコットする事態にまで発展した。その後、当日出場した12団体中10団体が連名で審査内規の矛盾を指摘する質問状を連盟に提出。これを受け同年11月7日に連盟は緊急理事会を開き、金賞5団体、銀賞2団体、銅賞5団体に修正することを決議、同年11月17日（水）付の朝日新聞で「判定基準の適用に誤りがあった」とし、改めて修正した審査結果を発表した。
前年の第29回大会（1981年）の高校の部において金賞15団体、銀賞10団体、銅賞0団体との審査がなされたことで金賞乱発との批判があったため、第30回大会の開催前の9月に審査内規が改定されたが、新しい審査内規によるシミュレーションにはある地区予選のデータを用いて行っただけで、多様な結果が生じることを十分に検証しないまま、第30回大会の最初の部門である大学の部を迎えてしまったことが原因と考えられている[41][45]。その後、一連の混乱の責任をとるとして当時の全日吹連理事長が辞表を提出したが事務局預かりとして受理には至らなかった。

- 1992年（平成4年）10月24日（土）に仙台サンプラザで開催された第40回大会・大学の部において、ある大学が銀賞と発表、表彰されたが、翌25日（日）に金賞に修正発表、改めて表彰されることがあった。通常、大会終了後に大会役員が、各審査員により短評と点数が書き込まれた審査用紙を全出場団体に渡しているが、ある大学の審査用紙の中に別の団体のものが1枚紛れ込んでいたことが大会終了直後に判明、大会本部に申し出て集計のやり直しを行った結果、金賞となったものである。
- 2024年（令和6年）10月20日（日）に宇都宮市文化会館で開催された第72回大会・高等学校部門において、2つの団体が銀賞と発表、表彰されたが、翌日に審査結果が修正され、金賞となった。2024年度より審査方法が変更されたが、成績を集計する際に使われる計算式に誤りがあったことが原因とされる[46][47]。2024年度臨時理事会（10月）においては、今後の対策として集計パソコンの増設が挙げられている[48]。

### 予選
参加団体はまず、例年7月から8月に行われる地区大会・府県大会に参加する（「コンクール予選構成」も参照のこと）。審査によって代表に推薦されると上位大会である支部大会（北海道支部・東北支部・東関東支部・西関東支部・東京都支部・北陸支部・東海支部・関西支部・中国支部・四国支部・九州支部）に出場できる。支部大会で審査によって代表に推薦されるとさらに上位大会である全国大会へ出場できる。全国大会の審査は上述の方法で行われるが、各支部大会、各府県大会ごとに審査方法、審査員の人数、代表選出方法は異なっている。なお、支部大会、都道府県大会によっては、前年度の大会で上位大会に進んだ団体に対してシード権を付し、上位大会である府県大会や支部大会からの参加を認める場合がある。

#### 予選部門
全日本吹奏楽連盟では、中学生の部および高等学校の部において全国大会の予選部門は「A」（以下、【A】とする）と呼称しているが、支部によって「大編成」、「A部門」、「A編成」、「A組」、「Aの部」、「Aパート」等と呼称が統一されていない。一方、全国大会の予選部門以外の部門を「B」（以下、【B】とする）と呼称しているが、各支部・各都道府県吹奏楽連盟内で呼称される「B部門」、「B編成」、「B組」、「Bの部」、「Bパート」等とは定義が異なっている。東関東吹奏楽連盟内では「B部門」は30名以内の小編成部門のことを指すが、福岡県はじめ九州支部内の一部の県吹奏楽連盟では「Bパート」はフリー部門のことを指す。同様に、「C部門」であっても各支部・各都道府県吹奏楽連盟によって小編成部門を指したり、フリー部門を指したり、合同部門を指したりするなど定義が異なっている。
各支部・各都道府県吹奏楽連盟によって小編成部門やフリー部門、合同部門、プライマリー部門、ジュニア部門など【B】を設置している。これらの部門は支部大会まで、府県大会まで、地区大会までなど全国大会への道は開かれていない。しかし、各支部・各都道府県吹奏楽連盟内の実態にあわせて複数の団体の合同バンドを認めたり人数規制を緩和するなど柔軟に対応しているので、人数や予算に制約があるが吹奏楽コンクールに参加意思のある団体が参加しやすようになっている。また中学や高校で部員数増加により全ての部員を【A】に出場させることができない場合、残りの部員を【B】に相当するフリー部門やジュニア部門で参加できるようにしている地区もある。
なお、北海道・東北・東関東・西関東・東京都・北陸の各支部連盟では、小学生、中学生、高等学校の小編成部門の最上位大会として東日本学校吹奏楽大会を設置している。
[注]：小編成部門の全国大会は開催していない。全日本合唱コンクールと違い部門別の下限人数が定められていないため、全国大会出場を目指し上限人数以下で吹奏楽編成を維持しつつ課題曲で指定されている編成を尊重して演奏ができる場合、演奏人数に関わらず【A】への参加は可能である。しかし、上位大会では下位大会で申請した参加人数を超えることはできないため、参加上限数と等しい、もしくは上限に近い人数でコンクールに参加している団体が多い。しかし、中学生【A】においては、上限に近い46～50人で参加する団体がコロナ禍前の2019年には39％であったのに対し、2023年には25％となっており、減少傾向にある。

#### 表彰制度（予選）
金賞・銀賞・銅賞のグループ表彰制を行っている支部・府県・地区吹奏楽連盟が多いが、部門によって優秀賞・優良賞のグループ表彰を行っている地区吹奏楽連盟もある。金賞・銀賞・銅賞の数は、審査集計結果に基づいて各支部、各府県、各地区の理事長が承認・決定する場合が多い。支部代表数、府県代表数、地区代表数は、事前に決められているので、代表数と金賞の数は同数ではないことが多い。そのため、金賞を受賞しても上位大会へ推薦されないことがある。金賞を受賞しながら上位大会に推薦されなかった場合の金賞は、「ダメ金」や「タダ金」などと通称・俗称される。ダメ金においても、茨城県大会のように補欠として「次点」の団体を公表する都道府県大会もある。一方で、代表数の関係で、銀賞受賞でも上位大会へ推薦されることもある。表彰式の結果発表の際やステージ上での吹奏楽連盟理事長等の読み上げの際は、金賞と銀賞は発音が似ていて聞き間違いによる誤解を招く危険性があることから、金賞は「ゴールド金賞」「金賞ゴールド」「ゴールド」等、銀賞は「銀賞」「シルバー」等と読み上げる場合が多い。これは、ファイナリストに金・銀・銅のメダルを送る制度を擁していた、今は失われてしまったヴィオッティ国際音楽コンクールの名残である。

#### 代表
各支部大会、各府県大会、各地区大会ごとに代表選出方法が異なる。審査集計結果に基づいて、合計得点の上位から決定する方法、新増沢式採点法によって決定する方法、勝ち点方式によって決定する方法、金賞団体の中から投票で決定する方法、金賞団体の中から審査員の合議で決定する方法（得点上位校が代表に推薦されるとは限らない）など様々である。

#### 予選構成
| 支 部  | 都道府県 | 地 区                                                                                                 |
| ------ | -------- | --- |
| 北海道 | 北海道   | 札幌、函館、空知、旭川、名寄、留萌、稚内、北見、日胆、帯広、釧路 （北海道は全道大会が支部大会となる） |
| 東 北  | 青森県   | 中央、弘前、八戸                                                                                      |
| 東 北  | 岩手県   | 県北、盛岡、中央、県南、沿岸                                                                          |
| 東 北  | 宮城県   | 仙台青葉・泉、仙台太白・仙台宮城野若林、名取・仙南、多賀城・石巻、栗原・大崎、登米・本吉              |
| 東 北  | 秋田県   | 県北、中央、県南                                                                                      |
| 東 北  | 山形県   | 村山、最北、置賜、田川、飽海                                                                          |
| 東 北  | 福島県   | 県北、県南、会津、いわき、相双                                                                        |
| 東関東 | 茨城県   | 県東、県南、県西、県北、中央（以上中及び高BCのみ※）                                                   |
| 東関東 | 栃木県   | 地区大会なし（※）                                                                                     |
| 東関東 | 千葉県   | 地区大会なし（※）                                                                                     |
| 東関東 | 神奈川県 | 横浜、川崎、相模原、県南、県央、西湘、湘南（以上中高のみ）                                            |
| 西関東 | 群馬県   | 西部、中部、東部（以上中Bのみ※）                                                                      |
| 西関東 | 埼玉県   | 中央、東部、西部、南部、北部（以上中のみ）、高校、大・職一                                            |
| 西関東 | 新潟県   | 上越、中越、下越（以上中Bのみ※）                                                                      |
| 西関東 | 山梨県   | 地区大会なし                                                                                          |
| 東 京  | 東京都   | 中学校、高等学校、大学、職場・一般 （東京都は都大会が支部大会となる）                                 |
| 北 陸  | 富山県   | 地区大会なし                                                                                          |
| 北 陸  | 石川県   | 地区大会なし                                                                                          |
| 北 陸  | 福井県   | 地区大会なし                                                                                          |
| 東 海  | 長野県   | 北信A、北信B（※）、東信、中信、南信A、南信B（※）（以上中のみ）、東北信、中南信（以上高Aのみ）         |
| 東 海  | 岐阜県   | 岐阜西部、岐阜東部（以上中AC、高のみ）、美濃飛騨、可茂東濃、岐阜西濃（以上中Bのみ）                   |
| 東 海  | 静岡県   | 東部、中部、西部（以上中高のみ）                                                                      |
| 東 海  | 愛知県   | 名古屋、知多、東三河、東尾張、西尾張、西三河北、西三河南（以上中高のみ※）                             |
| 東 海  | 三重県   | 地区大会なし                                                                                          |
| 関 西  | 滋賀県   | 中部・南部・北部（以上中高のみ）                                                                      |
| 関 西  | 京都府   | 地区大会なし                                                                                          |
| 関 西  | 大阪府   | 北摂、北、中、南（以上中高のみ）                                                                      |
| 関 西  | 兵庫県   | 東阪神、西阪神、神戸、東播、西播、但馬、淡路（以上中高のみ）                                          |
| 関 西  | 奈良県   | 地区大会なし                                                                                          |
| 関 西  | 和歌山県 | 地区大会なし                                                                                          |
| 中 国  | 鳥取県   | 地区大会なし                                                                                          |
| 中 国  | 島根県   | 地区大会なし                                                                                          |
| 中 国  | 岡山県   | 中A予選、中小編成予選、高A予選、高小編成予選                                                          |
| 中 国  | 広島県   | 地区大会なし                                                                                          |
| 中 国  | 山口県   | 地区大会なし                                                                                          |
| 四 国  | 徳島県   | 地区大会なし                                                                                          |
| 四 国  | 香川県   | 地区大会なし                                                                                          |
| 四 国  | 愛媛県   | 地区大会なし                                                                                          |
| 四 国  | 高知県   | 地区大会なし                                                                                          |
| 九 州  | 福岡県   | 北九州、筑豊、福岡（以上中高のみ）、中学福岡、中学筑前、中学筑後                                      |
| 九 州  | 佐賀県   | 地区大会なし                                                                                          |
| 九 州  | 長崎県   | 県南、県央、県北（以上中のみ）                                                                        |
| 九 州  | 熊本県   | 地区大会なし（※）                                                                                     |
| 九 州  | 大分県   | 地区大会なし                                                                                          |
| 九 州  | 宮崎県   | 地区大会なし                                                                                          |
| 九 州  | 鹿児島県 | 地区大会なし                                                                                          |
| 九 州  | 沖縄県   | 地区大会なし                                                                                          |

- 配列は全国地方公共団体コードに基づいている。
- 2025年度全日本吹奏楽コンクール予選日程表より[51]
- [注]（※）
  - 【A】だけでなく【B】に相当する部門も全日本吹奏楽コンクールの予選ではないが便宜上記載してある。
  - 長野県の北信A、Bおよび南信A、Bは地区の名前であり、部門の名前ではない。なおいずれの地区でも【A】のみ地区大会を行う。
  - 栃木県中学生の部B部門、愛知県高校の部、熊本県中学・高校の部では県大会の後さらに代表選考会を行い、支部大会に推薦する団体を決定する。
  - 千葉県中学生の部A部門、高校生の部A部門においては、県大会の後に、本選を行い、支部大会に推薦する団体を決定する。

## コンクール課題曲
吹奏楽コンクールで全国大会まで開催される部門【A】では、課題曲の演奏が義務付けられている。2023年に課題曲Vが廃止されてからは、朝日作曲賞の入選作品2～3曲（大賞受賞作品は翌年度の課題曲 I となる。ただし、過去に I 以外の課題曲となった例外有。）と、連盟の委嘱による作品1～2曲が課題曲に選ばれている。
過去には、既存曲や吹連委嘱曲として團伊玖磨、大栗裕、小山清茂、別宮貞雄、三善晃など現代日本を代表する作曲家による作品が課題曲となったこともあるほか、河辺浩市、間宮芳生、東海林修、保科洋、三枝成彰、原博、池辺晋一郎、藤掛廣幸、西村朗、木下牧子、和田薫など一線級の作曲家による作品も課題曲となっている。他には、岩井直溥、藤田玄播、兼田敏、真島俊夫など、その他の吹奏楽作品の作編曲でも知られる作曲家も課題曲を書いている。
また、近年では邦人作曲家による新曲が主であるが、かつてはジョン・フィリップ・スーザ、アルフレッド・リード、ウィリアム・フランシス・マクベス、ロバート・ジェイガーなど外国人作曲家の既存の楽曲もしくは吹連委嘱曲が課題曲になった。
2020年度の大会が新型コロナウイルス感染症の流行の収束予測が立たないため中止となったので、その年度の課題曲5曲は、2021年度の課題曲として引き継がれた。

### 課題曲設定方針の変更
第41回（1993年） - 第55回（2007年）大会の15年間、西暦で奇数年はマーチの楽曲、偶数年はマーチ以外の楽曲が指定されてきたが、第56回（2008年）大会より以下の通り変更が施行されている。
- 課題曲全般
  - 毎年、マーチの楽曲2曲・マーチ以外の楽曲3曲が課題曲に設定される[注 34]。数はこれまでと同様I - Vの5曲。作曲者の要望がない限り楽譜の書き換え、カットなどは禁止となっている。
- 課題曲I - IV（全部門で選択可能）
  - 毎年、マーチ2曲を含む多様なものとする。
  - 「技術的にやさしく、親しみやすい旋律のもの」とする。
  - 演奏時間は3 - 4分程度
  - 連盟委嘱作品については、第56回（2008年）大会では1曲委嘱を行い、第57回（2009年）大会では委嘱は行わない。
- 課題曲V（高校の部、大学の部、職場・一般の部で選択可能）[注 35]
  - 「吹奏楽曲の開発を意図した多様なもの（マーチも可能）」とする。
  - 演奏時間は3 - 4分程度
  - オーボエ・ファゴットパートのオプションとして、2番パートの追加を可能とする。
  - 現在の朝日作曲賞とは別に2009年度から連盟独自に「全日本吹奏楽連盟作曲コンクール」を設け、このコンクールの第1位作品を翌年度の課題曲Vに設定する。この作曲コンクールは連盟発足70周年を記念して創設されるものである。また、若手法人作曲家の発掘を目的としている。
  - 課題曲Vは中学の部では選択できない。現在、「高校の部、大学の部、職場・一般の部」が選択可能となっているが、第56回（2008年）大会までは「大学の部、職場の部、一般の部」のみが選択可能となっていた。
  - 2022年度を持って課題曲Ⅴが廃止された。これに伴って、全日本吹奏楽連盟作曲コンクールも公募が停止された[52]。

### 近年の動き
第65回（2017年）大会以降、毎年1曲、委嘱を行うことが決定された。2022年度理事会（3月）では、外国人作曲家への委嘱依頼について早い段階から進めること、引き続き専門委員会で検討していくことの説明があった。2023年度理事会（9月）において、2026年度以降の課題曲の委嘱について、1曲を邦人以外の作曲家に委嘱するという、課題曲に関する専門委員会の提言が報告された。
朝日作曲賞の応募規定の改訂
第33 - 35 回朝日作曲賞募集要項において、応募規定が改定されている。
- 主な要件[56][57][58]
  - 演奏に際して、楽器上の特性上無理がなく、かつ、無理なく合奏が成立する、親しみやすい曲であること。
  - 高度な技術を要するパッセージ、困難な音域、特殊な奏法は避けること。
  - 各楽器 1st のみでも演奏が成立する声部が整った作品であること（第34回より）。
  - 要項に記載のない打楽器の使用は不可（第35回より）[48]。

### 課題曲の変遷
課題曲の設定については、時代によって変わってきた。
- 第1回（1940年） - 第3回（1942年）
  - 戦前の実施であり、国威高揚を図るような曲であった。
- 第4回（1956年） - 第6回（1958年）
  - 中学の部、高校の部、職場の部、一般・大学の部で各1曲指定。すべてマーチであった。
- 第7回（1959年）
  - 中学の部、高校の部、職場・一般・大学の部で各1曲指定。すべてマーチであった。
- 第8回（1960年） - 第21回（1973年）
  - 中学の部、高校以上の部で各1曲指定。ほとんどがマーチ、第12回（1964年）大会に初めてマーチ以外の曲が採用。第13回（1965年）大会のみ、中学、高校・職場、大学・一般の3つに分かれて指定。
- 第22回（1974年）
  - 課題曲は2曲。A、Bと頭をつけ、部門に関係なく選択できるようにした。初めて本格的なポップス調の課題曲が登場。
- 第23回（1975年）
  - 課題曲は4曲。A・Bが中学、C・Dが高校以上でそれぞれ選択。この年より課題曲の参考音源として連盟よりプロの吹奏楽団の演奏による参考演奏のカセットテープが発売開始される。
- 第24回（1976年）
  - 課題曲は4曲。A、B、C、D。部門に関係なく選択可能。
- 第25回（1977年）
  - 課題曲は4曲。Aが中学、Bが高校以上、Cが全部門共通、Dが小編成部門用でそれぞれ選択。小編成部門の全国大会は無いため、全国大会での実況録音は無い（地区大会での録音は、存在する可能性がある）。
- 第26回（1978年）
  - 課題曲は4曲。部門に関係なく任意に選択。A-Cは序曲風、Dはマーチという時代がしばらく続く。なお1978年の課題曲Bは、この年の全国大会ではどの団体も演奏していない。
- 第27回（1979年） - 第40回（1992年）
  - 課題曲は4曲。任意に選択。ただし、第27回（1979年）大会と第35回（1987年）大会は5曲。1990年より朝日作曲賞が創設され、第39回（1991年）大会より朝日作曲賞大賞・入賞作品が課題曲に指定される。
- 第41回（1993年） - 第50回（2002年）
  - 課題曲は4曲。ただし、第44回（1996年）大会は5曲。第41回（1993年）大会から、4曲すべて西暦で奇数年はマーチの楽曲、偶数年はマーチ以外の楽曲に指定された。また、課題曲番号がA - DからI - IVと、アルファベットからローマ数字に変わった。同時に、課題曲参考演奏を収めた音源が従来のカセットテープからCDに変更された（A - D表記をI - IV表記に変更したのは、CD化に合わせたものといわれる）。
  - 第42回（1994年）は、全課題曲が歴代最高の難度を誇っており、特に課題曲III「饗応夫人 太宰治作『饗応夫人』のための音楽」(田村文生 作曲)は課題曲史上屈指の難曲とされた。そのためにコンクールの出場を断念した団体も少なからず出たことから、課題曲の選考基準が大きく見直されることとなる。
- 第51回（2003年） - 第55回（2007年）
  - 課題曲は5曲。Vは大学・職場・一般の部のみが選択できる。その他は変更なし。
- 第56回（2008年）
  - 課題曲は5曲。毎年、マーチの楽曲・マーチ以外の楽曲が指定される。
- 第57回（2009年） - 第70回（2022年）
  - 課題曲は5曲。「全日本吹奏楽連盟作曲コンクール」が創設され、この作曲コンクールの第1位作品がVとなる。また高校の部でもVが選択できるようになった。
- 第71回（2023年）- 第72回（2024年）
  - 課題曲は4曲。「全日本吹奏楽連盟作曲コンクール」が廃止され、Vも廃止となる[52]。課題曲演奏の注意事項が策定され、少人数バンドでも課題曲に取り組みやすいように規制が緩和された[59]。
- 第73回（2025年）
  - 課題曲は4曲。毎年1月末開始となっていた課題曲の発送開始時期が、2月末となる[60]。委嘱作品として2作品が選ばれるようになる[61][32]。

### 課題曲の演奏に関わることについて

#### 音・音域の変更等
第59回大会（2011年）の職場・一般の部において、課題曲Iのトランペットパートの一部を1オクターヴ上げて演奏した団体があったことを受け、全日本吹奏楽連盟2011年度理事会（3月）で、実施規定が「課題曲のスコアに記譜された音・音域を変えて演奏することは認めない。もし、当日あるいは事後にこのことが判明した場合は、失格とする。」に改定され、2012年度から実施された。

当時の連盟は次のように対応した。
- 第59回大会（2011年） 当該団体に理事長から厳重注意を行うとともに、始末書を提出してもらうことにした[62]。
- 第61回大会（2013年） 違反かどうか紛らわしい団体が3団体あった。指揮者を呼び、指導した[64]。

2024年度理事会（9月）では、コンクールにおける課題曲の演奏確認を外部の専門家に依頼することが報告されている。

#### スコアで指定された楽器の代替や奏法
全日本吹奏楽連盟定時総会の協議会で話題になることがある。
- 2013年度 課題曲III 復興への序曲「夢の明日に」 （作曲：岩井直溥）のドラムセットの奏法[66]
- 2015年度 課題曲III 秘儀III -旋回舞踊のためのヘテロフォニー （作曲：西村朗）のチャイニーズゴングの代替[67]
- 2019年度 課題曲V ビスマス・サイケデリア I （作曲：日景貴文）のアンビルの代替[68]
- 2023年度 課題曲III レトロ（作曲：天野正道）の「with feel」の奏法について[69][70]。

一部の楽器の楽譜を空欄にし、それらの楽器の楽譜を創作したり、記譜されている楽譜を変更することを許された課題曲があった。
- 1994年度 課題曲IV 雲のコラージュ （作曲：櫛田胅之扶）

(1) 空欄の楽器、および各打楽器、ピアノ、ハープ、そのほか（コール・アングレなど）を自由に加えてよい。
(2) その際は、主旋律・副旋律ともにオクターヴの上下での追加も許される。
(3) 和音については、その最低音を変えなければ（基本形・転回形という位置関係を変えないで）、和音内の音をどの位置に加えてもよい（配置・重複は自由にしてよい）。
(4) 打楽器は、イメージを最大限に創りあげる意味で自由に加えてよい。
- 1998年度 課題曲IV ブラジリアン・ポートレート （作曲：河野土洋）

　(1) 旋律・和声を変えない範囲で、スコア編成内の楽器を加えたり変えてもよい。
　(2)「Optional Percussion」について　楽譜に記載以外のサンバで使用する打楽器を工夫して入れてよい。

#### カット
吹奏楽コンクールにおいて、課題曲を任意にカットして演奏することは規定違反になるが、これまでに指定の小節をカットすることを認める指示がある課題曲があった。
- 1979年度 課題曲B プレリュード （作曲：浦田健次郎）
- 1981年度 課題曲B 東北地方の民謡によるコラージュ （作曲：櫛田胅之扶）
- 1987年度 課題曲D ムービング・オン （作曲：川上哲夫）

## 会場
かつてはすべての部門を同一の会場で開催し、かつ会場は毎年全国各支部持ち回りであった。1977年（昭和52年）・第25回より普門館ですべての部門を開催していたが、1980年（昭和55年）・第28回より大学・職場・一般の部のみ再び全国各支部持ち回りでの開催となった。

### 中学の部、高校の部
中学の部および高校の部の全国大会は、愛知県名古屋市熱田区にある名古屋国際会議場センチュリーホールで行われる。

#### 普門館時代
東京都杉並区にあった普門館（立正佼成会所有）で行われていた。
初めて使用されたのは、第20回（1972年）大会である。その後、第25回（1977年）大会から第59回（2011年）大会まで（第53回大会を除く）開催されていた。さらに、予選を勝ち抜いた学校のみ演奏できたことから、「吹奏楽の甲子園」と呼ばれていた。
例年、定員をはるかに超える入場希望者に対応するため、第44回（1996年）大会以降、中学の部・高校の部それぞれ全29団体のプログラムを「前半の部」と「後半の部」の2部に分け、完全入替制で大会を進行していた。
2012年に立正佼成会が専門家に依頼した耐震調査で、「大ホールの天井について十分な耐震性が確保されていない」ことが判明したため、2013年11月13日に、立正佼成会が普門館ホールの耐震工事を断念、使用停止すると発表。これにより、普門館での開催の歴史に幕を閉じた。
普門館でのエピソードとして、第52回（2004年）大会中学後半の部の開催中、新潟県中越地震が発生し、大会史上初めて一時中断するという事態が発生した。高校後半の部では、演奏中にステージ裏側で誤って次の団体が楽器を落下させてしまうということがあり、これらのことを機に、大会を安全に運営するためのマニュアルが連盟によって作成された。
普門館での演奏の特徴の傾向を、2009年と2013年に審査員を務めた指揮者の小林恵子は、「音楽性や音色よりも、迫力や音量ばかり追い求める学校が増え、『爆音系』が主流になってきた印象があります」と述べている。また、会場の特徴を、審査員経験があり東京佼成ウインドオーケストラでトロンボーン奏者だった萩谷克己は、「舞台が広く、反響板まで距離があるため、セッティング（楽器の配置）による有利不利が出にくい」と述べている。

#### 名古屋国際会議場センチュリーホール時代
初めて使用されたのは、第53回（2005年）大会である。この時は、立正佼成会大聖堂の改修事業に伴い、大聖堂の代替施設として普門館が利用されたことに伴うものだった。
第60回（2012年）大会からは、普門館の使用停止・参加団体の増加に伴い、中学の部・高校の部それぞれ全30団体の会場として当ホールが使われている。第71回（2023年）大会までは名古屋市で開催された。名古屋国際会議場が改修工事に入るため、第72回（2024年）・第73回（2025年）は宇都宮市文化会館での開催が決定している。なお、宇都宮市文化会館で開催される第72・73回大会においては、中学生・高等学校の部において、前半・後半の2部制に加え、客席入替4部制にて行われる。
第74回（2026年）大会においても名古屋国際会議場が使用できない可能性が指摘されている。

### 大学の部、職場・一般の部
大学の部および職場・一般の部の全国大会は、会場は固定されていない。
近年では、東京文化会館・大阪府立国際会議場・アクトシティ浜松・宇都宮市文化会館など同一の会場で複数回開催される例もある一方で、Kitara・ミューズ・りゅーとぴあ・びわ湖ホールなど音響に優れた音楽専用のホールを会場として開催される例もある。
中学の部および高校の部とは違い、コンサートホールや、きちんとした反響板を備えている多目的ホールで開催されることが多いものの、一方で大阪府立国際会議場・仙台サンプラザなど響かないホール・横に長いホール・変則的な楽器の配置が必須となるホールで開催されることもある。
毎年会場を変えているため、会場の特性を把握できないまま本番に臨む団体がほとんどである。この場合、必然的にホールを知っている地元支部の団体が有利となる。持ち回り開催のため、このような問題がある。
2024年現在、大学、職場・一般の部の開催場所の固定化について検討が行われている。

### 下位大会
各支部・都道府県・地区大会は、その地域のホールが主に使われる。
2004年まで東京都大会が普門館で主に行われていたものの、参加団体の増加などにより4日連続でホールを借りなければならず普門館では4日連続で行うことができなくなったため、2005年からほかのホールで行われている。
全日本吹奏楽コンクール徳島県大会は、長年会場として使用されていた鳴門市文化会館が休館となり、県内に開催条件に合うホールがないことから、2021年度から県外開催となっている。

## コンクール参加団体数（2023年度）
（出典：）
| 全国 合計 | 中学校 | 中学校 | 中学校 | 高等学校 | 高等学校 | 高等学校 | 大 学 | 大 学 | 大 学 | 職 場・一 般 | 職 場・一 般 | 職 場・一 般 | 合 計 |
| 全国 合計 | A      | B      | 計     | A        | B        | 計       | A     | B     | 計    | A            | B            | 計           | 合 計 |
| 全国 合計 | 2,230  | 4,183  | 6,413  | 1,197    | 1,634    | 2,831    | 133   | 16    | 149   | 425          | 43           | 468          | 9,861 |

- 各部門の【A】は全国大会予選部門（大編成部門・A部門・Aパートなど）
- 各部門の【B】はそれ以外の部門（小編成部門・B部門・C部門・フリー部門・合同部門など）

## 全国大会出場団体数
|                                                   | 中学 | 高校 | 大学 | 職場 | 一般 | 合計 |
| 第43回大会（1995年）から 第44回大会（1996年）まで | 29   | 29   | 13   | 10   | 15   | 96   |
| 第45回大会（1997年）から 第46回大会（1998年）まで | 29   | 29   | 12   | 10   | 16   | 96   |
| 第47回大会（1999年）                              | 29   | 29   | 12   | 8    | 16   | 94   |
| 第48回大会（2000年）から 第49回大会（2001年）まで | 29   | 29   | 12   | 10   | 16   | 96   |
| 第50回大会（2002年）                              | 29   | 29   | 12   | 9    | 16   | 95   |
| 第51回大会（2003年）                              | 29   | 29   | 12   | 7    | 16   | 93   |
| 第52回大会（2004年）から 第54回大会（2006年）まで | 29   | 29   | 12   | 8    | 16   | 94   |
| 第55回大会（2007年）                              | 29   | 29   | 12   | 7    | 16   | 93   |
| 第56回大会（2008年）                              | 29   | 29   | 12   | 8    | 16   | 94   |

|                                                   | 中学 | 高校 | 大学 | 職場・一般 | 合計 |
| 第57回大会（2009年）                              | 29   | 29   | 12   | 25         | 95   |
| 第58回大会（2010年）から 第62回大会（2014年）まで | 29   | 29   | 12   | 26         | 96   |
| 第63回大会（2015年）から 第70回大会（2022年）まで | 30   | 30   | 13   | 26         | 99   |
| 第71回大会（2023年）から                          | 30   | 30   | 15   | 26         | 101  |

## 支部代表数
2025年度 第73回大会
|            | 北海道 | 東北 | 東関東 | 西関東 | 東京都 | 東海 | 北陸 | 関西 | 中国 | 四国 | 九州 | 合計 |
| ---------- | ------ | ---- | ------ | ------ | ------ | ---- | ---- | ---- | ---- | ---- | ---- | ---- |
| 中 学      | 2      | 3    | 3      | 2      | 2      | 3    | 2    | 4    | 3    | 2    | 4    | 30   |
| 高 校      | 2      | 3    | 3      | 3      | 2      | 3    | 2    | 3    | 3    | 2    | 4    | 30   |
| 大 学      | 1      | 1    | 1      | 1      | 2      | 2    | 1    | 2    | 1    | 1    | 2    | 15   |
| 職場・一般 | 2      | 3    | 3      | 2      | 2      | 2    | 2    | 3    | 2    | 2    | 3    | 26   |

### 支部代表数の決定について

#### 2019年度まで
- 全日本吹奏楽連盟2012年度理事会（11月）全国大会の予選の部門の参加数を基準に支部代表数を決定する[89]。
- 全日本吹奏楽連盟2014年度理事会（11月） 基礎数2[注 40]に加え、全国大会予選部門の参加数が多い支部から、中高は8支部を+1とする[90]。
- 全日本吹奏楽連盟2014年度理事会（3月） 8番目の支部の参加数が同数となった場合、当該支部の中学校A部門・高等学校A部門の参加率（A部門参加数÷加盟団体数）の高い支部をプラス1とする。なお、大学の部の2番目の支部の参加数が同数となった場合、職場・一般の部の4番目の支部の参加数が同数となった場合も同様とする。※ここでのA部門とは、全国大会へ通じる予選大会のこと[44]。

#### 2020年度から
- 全日本吹奏楽連盟2018年度理事会（11月） 「参加数（全国大会へ通じる部門）で按分する」算出方法を採用する。基礎数は変更しない。なお、2019年度は周知期間とし、実施は2020年度からとする[91][92]。

## 入場券
- 1990年代に入った頃から高校の部の入場券は、極めて入手困難なプラチナチケットと化してきた。
- 第39回（1991年）大会までは、中学・高校の部共に当日券が発売されていたが、徹夜組が行列をつくるなどの混乱が問題となった。
- 第40回（1992年）大会からは、中学・高校の部の当日券発売を廃止し、事前受付販売のみに変更した（1通あたりの申し込み枚数を制限し、申し込み多数の場合は抽選とした年もあった。抽選にもれた入場希望者に対応するため、チケットぴあ・チケットセゾンで第2次前売りを行った年もある）。
- 第44回（1996年）大会からは、少しでも多くの入場希望者に対応するために、一部の支部予選において以前から行われていたものを参考に、中学・高校の部において前半の部、後半の部の入替制を導入した。しかし、それでも全自由席であったことから開場時に聴衆が良席を巡って会場内を走ったり、荷物を置いて座席を確保するなど聴衆同士のトラブルは依然として残り、安全な大会進行が急務となっていた。
- 第53回（2005年）大会からは、高校の部のみ一般向けの入場券を史上初めて指定席制としチケットぴあによるオンライン販売（店頭発売のみ）としたが、発売開始後数分で完売した。
- 第54回（2006年）大会からは、前年の高校の部の指定席制オンライン販売が安全性や大会のスムーズな進行についても十分な効果があったとして、中学の部でも指定席制として、9月末にチケットぴあでのオンライン発売を行った。チケットは発売初日で中・高両部門共完売したが、特別電話予約のみの予約受付だった（ぴあ通常予約電話番号、ぴあ・ファミリーマート・サークルKサンクス店頭では予約不可）ため、全国からの電話が殺到、ぴあ特別電話予約センターに大変つながりにくくなった（大半は電話番号ダイヤル直後に、大変混雑している旨を知らせるメッセージが流れ、通話を切断せざるを得ない状況となった）ため、高校の部（前半・後半共）においては発売開始後2時間弱をもって完売、中学の部（前半・後半共）も発売開始後3時間程で完売した。
- 第55回（2007年）大会からは、全部門において一般向けの入場券を指定席制とし、全てチケットぴあによるオンライン販売を行った。混雑の緩和また部門違いによる誤購入を防ぐため、「中学」「高校」「大学」「職場・一般」それぞれの部門に対し別々のPコードを設定し、更に販売開始日を「中学」「高校」「大学、職場・一般」と3日間に分散した。また、第54回大会では特別電話のみの予約受付であったが、第55回大会からはインターネットでも購入できるようになった。以上のような変更を行ったことから中学の部では34分で完売（ただし、中学の部はその後予約流れが発生し、再度余席の購入が可能となった）、高校の部においては7分で完売と、比較的短時間で一般向けの指定席入場券の予定枚数全てが完売した。入場券の入手のし難さから、インターネットオークションでの転売が年を追うごとに激化し、入場券1枚10万円を越える高値で出品されることもあった[93][94]。
- 第58回（2010年）大会からは、高校の部の入場券は、インターネットでの抽選販売（プレリザーブ）となる。
- 第64回（2016年）大会からは、中学の部の入場券も、インターネットでの抽選販売（プレリザーブ）となる。またインターネットオークションでの転売対策として、当選後の指定席券受け取り開始日が本番の3日前からに設定される。
- 第65回（2017年）大会からは、インターネットでの抽選販売（プレリザーブ）の当選後の指定席券受け取り開始日が本番の4日前からに変更される。
- 大学の部、職場・一般の部の入場券も、第55回（2007年）大会からインターネットによるオンラインでの指定席販売となったが、第64回（2016年）大会では、恐らく転売屋によるbotと呼ばれる自動プログラムによって、どちらの部門も数分で一般向けの指定席入場券の予定枚数全てが完売した。実際、コンクール当日までインターネットオークションサイトでは両部門の入場券が出品されていた。しかし、元々、中学・高校の部のようにプラチナチケット化していなかったので、多数が取引されないままコンクール当日を迎えた。結局、大学の部、職場・一般の部の両日とも会場である金沢歌劇座では指定席入場券が完売であるにも関わらず多数の空席が目立つ状態になった。第65回（2017年）大会の会場である倉敷市民会館、第66回（2018年）大会の会場であるあましんアルカイックホールでも同様であった。
- 2016年8月23日、読売新聞と朝日新聞に「私たちは音楽の未来を奪うチケットの高額転売に反対します」という意見広告が全15段で掲載された。広告を出したのは日本音楽制作者連盟、コンサートプロモーターズ協会（以下、ACPC）など4つの音楽関係団体。賛同者として人気アイドルグループの嵐やサザンオールスターズなど116組の著名アーティストが名を連ねた。これによってチケットの高額転売問題が一般的な社会問題として広く認知されるようになった[95]。
- 2019年6月14日、チケット不正転売禁止法が施行された。中学・高校の部の入場券購入時には「この公演はチケット不正転売禁止法の対象となる特定興行入場券として販売。主催者の承諾のない有償譲渡は禁止。」という警告文が明示されるようになった。そのため第67回（2019年）大会の入場券購入時では高額転売問題はある程度、沈静化された。
- 全日本吹奏楽連盟では、入場券がオークションサイトへ多数出品されている状況を鑑み、チケット販売方法のひとつの選択肢として電子チケットの導入を検討している[92][36]。
- 第67回（2019年）大会では、プラチナチケットで入手できなかったり、会場に足を運ぶことが難しかった人々のために、中学の部、高校の部を全国のイオンシネマなどの映画館で中継上映する「ライブビューイング」を実施した[96][97]。
- 第69回（2021年）大会から全部門で新型コロナウイルス対策によりスマートフォン・タブレットやパソコンからライブ配信をしている。気軽に配信を閲覧することが出来るため会場外の人でも見ることが出来る。しかしスマートフォンでの画面録画などによるYouTubeなどへの無断転載が問題となっている。2022年度大会でも連盟の予想を超える多くの閲覧数であったと会報『すいそうがく』の理事長あいさつに述べられている[98]。
- 2024年度理事会（11月）では、職場・一般の部の入場券販売方法について意見が出され、検討していく旨が確認されている[99]。

## 世間認知度

### テレビ・映画
各種TV番組などで度々紹介される。
- 2004年から2005年、また2010年に日本テレビ系列のバラエティ番組『1億人の大質問!?笑ってコラえて!』で特集が組まれた。この番組で「普門館すなわち吹奏楽の甲子園」というコンクール経験者間の認識が一般にも紹介された。
- BS朝日では、2011年9月10日（土）に全国大会出場校のドキュメンタリー番組「響け！吹奏楽の甲子園 第58回全日本吹奏楽コンクール 全国大会 高校の部」を放送した。2018年を除く[注 41]毎年で放送があった。2019年10月13日（日）放送の「響け！吹奏楽の甲子園～第67回全日本吹奏楽コンクール～」では、高校の部だけでなく中学校の部についても特集している。
- 全日本吹奏楽コンクール全国大会出場を目指す高校生の群像を描いた武田綾乃による小説「響け! ユーフォニアム」（出版:宝島社）がアニメ化（製作:京都アニメーション）され、2015年4月にTOKYO MXほかで放送された[100]。その後、総集編、スピンオフ、続編が映画化されているほか、アニメ第2期が2016年10月～12月に放送され、第3期が2024年4月～6月まで放送された[101][102]。
- 2021年・2022年にも日本テレビ系列のバラエティ番組『1億人の大質問!?笑ってコラえて!』で特集が組まれた。2021年は第69回全日本吹奏楽コンクールに史上初の13人で出場し、銀賞を受賞した奄美市立朝日中学校を取材し小編成の団体に勇気を与えるような内容になった[103]。2022年は先述の朝日中学校卒業生の進学先の神村学園中等部・高等部や全国屈指の強豪校の玉名女子高等学校、東海大学付属高輪台高等学校と東京都代表の推薦枠を争う八王子高等学校を取材。部長やソリストが成長する姿や団体として大きく成長できたところを放送[104]。吹奏楽コンクールだけでなくマーチングコンテストも取材しネット上で多くの反響を呼んだ。

### ラジオ
- NHK-FMでは、「ブラスのひびき」（パーソナリティ 秋山紀夫ほか）の吹奏楽コンクール特集で、全国大会金賞受賞団体の演奏を放送していた。
- NHK-FMでは、「ブラスの祭典」、「今日は一日“吹奏楽”三昧」などの特番が組まれ、全国大会出場団体の演奏を放送することがあった。
- NHK-FMでは、「吹奏楽のひびき」（2008年4月6日開始。毎週日曜日16:00～16:50放送[105]。パーソナリティ 中橋愛生、下野竜也）のリクエスト曲として、全国大会出場団体の演奏を放送することがある。

### 動画配信
- 第55回（2007年）大会では、NTT東日本のBフレッツ販売促進としてコンクール特集企画が行われ、全国大会までの練習の様子や、大会当日の演奏風景・結果発表の様子などの動画配信を行った。
- 朝日新聞デジタルの「吹奏楽のページ」[106]では、期間限定で中学・高校の部の演奏のダイジェスト動画を配信している。
- 「吹奏楽プラス」では、吹奏楽コンクールのライブ配信が行われ、朝日新聞デジタルの吹奏楽関連記事がまとめられている[107][108]。2023年度は「東京都吹奏楽コンクール」及び「西関東吹奏楽コンクール」で初の無料配信が行われた[109]。

### ライブビューイング
- 第67回（2019年）大会では、中学の部、高校の部を全国のイオンシネマ[注 42]などの映画館で中継上映する「ライブビューイング」を実施した[96][97]。

### 録音・録画
近年、全国大会の会場では出場団体の演奏を収録したCD-Rの当日販売が行われる。演奏を終えた団体の録音が演奏終了後15分程度で即売ブースに並ぶため、休憩時間などには熱心なファンが列を作る光景が見られる。また大会から1・2ヶ月程度で、実況録音・録画がCDやDVD、Blu-rayとして一般のレコード店やインターネット・ショップにて販売、iTunes等から音楽配信されている。

### 新聞
- 朝日新聞では、全国大会の結果を朝刊の特集ページや各地の地域面で伝えている。
- 朝日新聞では、全国大会に出場した学校の写真を記念号外として無料で届けるサービスも実施している。

### 書籍等
- 「一音入魂! 全日本吹奏楽コンクール名曲・名演50」（出版:河出書房新社、著者:富樫鉄火・播堂力也・石本和富、ISBN:978-4-309-26977-1）
- 「一音入魂! 全日本吹奏楽コンクール名曲・名演50 Part2」（出版:河出書房新社、著者:富樫鉄火・播堂力也・石本和富、ISBN:978-4-309-27043-2）
- 「吹部ノート1 全日本吹奏楽コンクールへと綴られた想い ひたむきな高校生の成長を追いかける」（出版:ベストセラーズ、著者:オザワ部長、ISBN:978-4-584-13690-4）
- 「吹部ノート2 全日本吹奏楽コンクールへと綴られた想い ひたむきな高校生の成長を追いかける 青春のすべてはその12分間のために」（出版:ベストセラーズ、著者:オザワ部長、ISBN:978-4-584-13755-0）
- 「吹部ノート3 「12分間」そのために綴った言葉が自分を変える」（出版:ベストセラーズ、著者:オザワ部長、ISBN 978-4-584-13826-7）
- 「新・吹部ノート 私たちの負けられない想い。全日本吹奏楽コンクールにかけた青春！」（出版:ベストセラーズ、著者:オザワ部長、ISBN:978-4-584-13955-4）
- 吹奏楽専門誌「バンドジャーナル」（出版:音楽之友社）では、毎年、1月号で「全日本吹奏楽コンクール全国大会」、2月号で「全日本吹奏楽コンクール自由曲集計」を特集している。
- 全日本吹奏楽コンクールオフィシャルムック「吹奏楽の星」（出版:朝日新聞出版）が、2012年から毎年、出版されている。
- 小説「響け! ユーフォニアム」シリーズ（出版:宝島社、著者:武田綾乃）が刊行、そのコミック版（出版:宝島社、原作:武田綾乃、作画:はみ、キャラクター原案:アサダニッキ）がネット配信および出版された。

## 全日本吹奏楽連盟での協議

### 協議終了
- 「高等専門学校生の1~3年生のみで、高校の部への加盟および大会参加」について。従来どおり「大学の部」への加盟・大会参加とする[110]。
- 「高校生吹奏楽部員が一般の部の団員としてコンクールへ出場することの可否」について。各支部・各府県連盟のそれぞれの規約等で対処する[111][112]。
- 「職場・一般の部を80名に戻してほしい」について。「現在の実施規定（65名）を定着させていく」と中澤正人 常任理事（第一事業部長）が回答[113]。
- 「少人数での全国大会の実施」について。「今のところ（永久にということではなく）実施する予定はない」と大木隆明 常任理事（開発・振興部長）が回答[113]。
- 「審査票へのコメントの記入」について。低い評価をつけたすべての団体に（審査員に）コメントを書いてもらうということは難しいと思う。」と中澤正人 常任理事（第一事業部長）が回答[114]。
- 「全国大会審査員の氏名公表（参加団体に伝えられる評価には、どの審査員の評価であるかわからない方式にしている）」について。参加団体へは審査員名が記載された審査票を第61回大会（2013年）から渡す[115]。
- 「海外からの審査員の招聘」について。「考えていない。」と八尋清繁 常任理事（第一事業部長）が回答[116]。
- 「三出制度」の復活について。「復活には至らない」と丸谷明夫 理事長が回答[68]。
- 2023年度定時総会では、「複数の大学が合同でコンクールに参加すること」について、「インカレ（複数の大学の学生が個人で加入し、構成される合同サークル）」の問題があり、現在のところ検討する予定はなく、現状では実現は難しいとの認識が示された[117][118]。
- 2022年度定時総会では、審査方法について議題に上がった[119]。2016年度定時総会では、「課題曲・自由曲とも同じ音楽として、同じ観点で総合的に審査をお願いしている。」と八尋清繁 常任理事（当時）が「課題曲・自由曲の別々の審査」について否定的な回答をしていたが[116]、2022年度理事会（5月）では、課題曲と自由曲をそれぞれ評価することを今後の検討課題とした[120]。2022年度理事会（6月）では、課題曲と自由曲の分離審査について、第一事業部と開発・振興部で検討していくとした[121]。2024年度からは、課題曲と自由曲をそれぞれ審査することとなった[20]。
- 2022年度定時総会では、部活動の地域移行・合同バンド結成についてが議題に上がった[122]。2022年度理事会（6月）では文化部活動の地域移行について調査・検討を進めていることや、加盟・大会参加・指揮者に関する規定等の早急な改定の必要性が示された[121]。2023年度定時総会でも地域移行が議題に上がった[123]。2024年度より、中学生の部において、地域バンド・合同バンドの参加が可能となった[18]。
- 小学校の部の全国大会設置の要望について
  - 2018年度の全日本吹奏楽連盟定時総会の協議会において、「全日本吹奏楽コンクール小学校の部の開催について」という議題で意見聴取が行われた[124]。2021年度の定時総会では、小学生バンドフェスティバルの座奏とMix部門を、全日本吹奏楽コンクール・大学の部の前に実施することが提案された[125]。
  - 2022年度定時総会では、小学校バンドフェスティバルの分離開催について2023年度に周知し、2024年度から実施する方向性が示された。しかし、東日本学校吹奏楽大会を共同主催している北海道吹奏楽連盟は、支部長会・東日本との連携や、慎重に協議することを求めた[126]。2023年度定時総会では、分割開催の詳細について説明があった。小学校バンドフェスティバル・ステージパフォーマンス部門[注 44]の固定会場化、規定課題の緩和を今後の課題とした[127]。
  - 2024年度から、全日本小学生バンドフェスティバル・ステージパフォーマンス部門[注 44]が開催されることとなった[128]。

### 協議継続中
- 課題曲の在り方について
  - 少子化対策として二管編成[注 45]の課題曲の要望が出ている[129]。
  - 2021年度定時総会では、少人数用、フレキシブルなどが提案され、連盟として部会、理事会で協議し、早い時期に回答したいとした[130]。
  - 2022年度定時総会では、極小の課題曲・規制緩和について今後検討していくとした[131]。
  - 2023年度定時総会では、公募作品を減らし、委嘱作品を増やすこと、公募作品に補作を行うこと、公募作品の選考方法を精査・改善すること、委嘱作品についてより具体的な発注を行うこと等の検討がすでに進んでいるとした。一方で、フレキシブル版や二管編成程度、15-20人程度の課題曲については複数回検討・討議した結果、少人数のバンドがそれぞれの実情に合わせて、課題曲を演奏できるような規制緩和を行うことで対応する流れとなったとしている[132][26]。
  - 2023年度理事会（9月）では、極めて少ない少人数バンドのための課題曲については、規制緩和によって各団体の実情に沿った演奏が可能となったため、早急に結論を出す状況にはないとした[55]。
  - 2024年度定時総会では、フレキシブル編成の楽譜の要望があった[133]。
- 大学の部について
  - 大学の音楽学部、高校の音楽科[134]・音楽コース[注 46]の加盟と大会参加について検討していく[92]。
  - 2021年度理事会（11月）では、まずは大学の加盟団体の現状把握を行っていくことが報告された[135]。
  - 2023年度定時総会 理事長所信では、大学の部の加盟登録等の見直しを含めた議論を活発化させていくとした[136]。一方で、大学の部を1日開催にすることは、2024年度から大学の部の午前中に小学校バンドフェスティバル・ステージパフォーマンス部門[注 44]を開催することから、当面の間は難しいとの考えが示された[118]。
  - 2024年度定時総会では、同一大学内での複数団体の加盟登録、大学生向けのセミナーや吹奏楽指導者認定試験の開催、大学の部の1日開催による出場枠の拡大、各県や各支部単位の合同演奏会の試みなどについて要望が上がった[137]。
  - 2025年度定時総会 理事長所信において、同一大学内にあり、異なる活動を行う複数の吹奏楽サークルの加盟を認め、併せて少人数により、活動の幅が狭まっている大学同士の合同バンドを認めるといった、加盟条件の緩和の検討が進められているとした[138]。定時総会の分科会では、大学部門の活性化策について議論が行われた[139]。
- 高等学校部門における合同バンド・地域バンドの参加について
  - 2023年度定時総会では、高等学校部門での合同参加については今後の課題として検討予定であるとしたが[140][注 47]、 2025年度定時総会 理事長所信において、2026年度から、高等学校部門においても合同バンドの出場が認められるようになるとした[141]。地域バンドの参加承認に関しては見送られた[81]。
- 部活動の地域移行について
  - 2024年度、2025年度定時総会では、各連盟から地域展開の取り組みについて説明があった[142][143]。
- 小編成に見合った全国大会の部門開催について
  - 2024年度定時総会では、小編成の全国大会の開催要望のほか、小編成に対する基準について、全国で統一してはどうかという意見が上がった[133]。
- 3出制度について
  - 2024年度定時総会において、職場・一般の部の3出制度（ないし1出制度）について前向きに検討する姿勢が示された[144]。
- 2023年度理事会（3月）において、高等学校の部の参加人数の見直しについて検討していく旨の報告があり、中等教育学校の扱いについても検討していくことが示された[33]。2025年度定時総会では、参加人数の上限を減らすことについて、（実態調査などの）推移を見極めていきたいとした[145]。
- 2025年度定時総会第4分科会において、「今後の吹奏楽連盟の活動について」を議題に討議が行われ、全国大会の開催方法や出場枠の増設、聴衆の投票による審査の導入、全国でコンクールの採点方法を統一するなどの意見が挙がった[146]。
- SNS等の活用について
  - 2023年度定時総会 理事長所信では、全日本吹奏楽連盟として積極的なメディア活用に取り組むため、開発振興部でSNSによる吹奏楽界への影響力を調査・検証していることを明らかにした[147]。
  - 2024年度理事会（6月）では、定時総会での意見を踏まえ、ホームページやYouTube等を活用した情報発信について、開発・振興部で検討していく旨が報告された[83]。

## 課題
- 課題曲について
  - 『バンドジャーナル』（2016年1月号 62頁）で作曲家の後藤洋が、2015年度の課題曲について、和声的な誤りが多いことやオーケストレーションに明らかな問題があることを指摘している[148]。
  - 『パイパーズ』（2020年1月号 461号）で指揮者の下野竜也が、一般公募の課題曲について、「一般公募の曲で良いものはほとんど見あたらない」「間違った音が多すぎます。その間違った音を子供たちが半年間ずっと練習する。これはおかしなことです!」と苦言を呈している[149]。
  - 『バンドジャーナル』（2020年3月号 60頁）で作曲家の鈴木英史が、一般公募の課題曲の行進曲について、「旋律から作曲している」「そこに無理矢理リズムを当てはめて作曲する。当然和音も後からはめていくから、旋律との兼ね合いで濁ってしまう音も出てきてしまう。」「このような曲を演奏することで、楽譜を読むことをしなくなってしまう」「音楽に構成がない作品にばかり触れていると、形式美や様式美という観点の存在すら失せてしまう。そんな危険も感じています。」と苦言を呈している[150]。
- 演奏について
  - 2012年の年頭所感で「負の評価として『不自然な編曲やカットに違和感を持つ』とか『あの力任せの音は疲れる』といった指摘や批判も聞かれます」と理事長の平松久司が述べている[151]。
  - 『バンドジャーナル』（2019年1月号 68頁）で作曲家の後藤洋が、中高の全国大会の会場として長らく使用されていた普門館が解体されるにあたり、普門館が全国大会の会場になっていたことで広い会場向けに大きな音を出さないと評価されない考え方が定着したことを指摘している。さらに、未だに「もっと大きな音で！」と叫び続け、大音量に慣れてしまった吹奏楽指導者がいるために、吹奏楽は「やかましく耳に障る音楽」と評価される危険性があることを指摘し、自分たちの力と、編成と、場所に合った響きで演奏する考え方に転換することを提言している[152]。
  - 『バンドジャーナル』（2014年10月号 36頁）で作曲家の後藤洋が、「吹奏楽特有な変なこと」として次を挙げている。(1)打楽器奏者が過剰な「振り付け」で演奏すること。(2)金管楽器の奏者が「役に立たない位置」に譜面台を置くこと。(3)全員が同じように足の位置や角度を揃えて着席すること。(4)木管楽器奏者が揃って身体を動かして演奏すること。(5)演奏前の団体紹介のアナウンスの最中、演奏者全員が正面を向くこと。(6)演奏が終わった直後、最後の音が鳴り終わるやいなやすごい勢いで「起立」すること。この現象について、ごく一部の「全国大会バンド」が始め、そのバンドに憧れる人々によって真似され、広まっていったのではあるまいか、と推論したうえで、何が当たり前で意味のあることなのか、あらためて考えてみてはいかがだろうか、と提言している[153]。
  - 『バンドジャーナル』（2014年12月号 44頁）で作曲家の後藤洋が、打楽器奏者の「振り付け」、金管楽器奏者の譜面台の置き方、木管楽器奏者の揃った身体の動き、曲の最後の音を不自然に長くするやり方、「鳴らしすぎ」の問題など「吹奏楽特有な変なこと」について、これら「変なこと」を真似るバンドや指導者がいるので、音楽を評価することに徹する審査員の責任も重大だが、支部大会や全国大会に出場するバンドとその指導者も、「お手本」としての責任の重さを肝に銘じる必要がある、と意見している[154]。
  - 『バンドジャーナル』（2016年1月号 45頁）で作曲家の高昌帥が、自由曲のエンディングでの「ジャーン！バン！」について、「自由曲が画一化してしまって、おもしろくないじゃないですか。」と苦言を呈している[155]。
  - 『バンドジャーナル』（2020年1月号 52頁）で作曲家の日景貴文が、自由曲における楽譜の改変について、「いつから『自由曲の改竄コンクール』になってしまったのだろう」「指示のない打楽器の追加、リズムや音価の変更、上下オクターヴの追加など」を指摘したうえで、「改竄行為がここまで自然なこととして受け止められているとは、あまりに異常ではないか。もはや、われわれ作曲家は演奏家たちになにを期待して楽譜を書けばよいだろう。」と嘆いている[156]。
- 審査について
  - 『バンドジャーナル』（2020年1月号 64頁）で作曲家の鈴木英史が、「どのバンドも個性豊かで『相対的なレベル』の差はそれほどありませんでした。」と感想を述べたうえで、評価のA・B・Cの個数について、「Aはもっと数があってもよい印象ですし、Cはそんなに必要ない感じでした。」と提言している[157]。
- そのほか
  - 観賞マナーについて。全国大会では毎年熱心な聴衆で埋め尽くされる。ただ、一部の過度に熱狂的な聴衆のマナーはしばしば問題にされる。顕著な例としては、演奏が終わるか終わらないかのところで余韻を無視して「ブラボー」と大声で叫ぶ、通称「フライングブラボー」が挙げられる。度々、吹奏楽専門誌『バンドジャーナル』で取り上げられ、啓発記事が掲載されている。
  - 部活動における吹奏楽への知名度が高まり、従来から高校入試にあった吹奏楽推薦入試や吹奏楽部推薦入試が増えたほか、音楽科[134]ではなく普通科吹奏楽コース[注 46]等を設置する高校が増え、個々の生徒が音楽を通して芸術性を高めていく活動よりも、吹奏楽コンクールやマーチングコンテスト等を中心とした集団的音楽活動を優先させる傾向が強くなってきている。
  - 2005年から高校の部、2006年から中学の部、2007年から全部門の一般向けチケットは、チケットぴあ委託により全て指定席発売となったため、以前と比べ、事務的負担の軽減や大会運営の円滑化、聴衆側にとっては安全性とチケット購入時期における公平性の向上などが図られたものの、指定席が即日完売する現状は変わっていない。
  - 2019年12月11日、第200回国会（臨時会）で、「公立の義務教育諸学校等の教育職員の給与等に関する特別措置法の一部を改正する法律」[158]が公布されるにあたり、参議院の文教科学委員会が「政府は、教育職員の負担軽減を実現する観点から、部活動を学校単位から地域単位の取組とし、学校以外の主体が担うことについて検討を行い、早期に実現すること。」を附帯決議している[159]。全日本吹奏楽連盟には、学校毎だけではなく、中学生のみや高校生のみのいわゆる地域バンド（社会教育バンド）の加盟と大会参加についての対応が求められている。

## 関連の大会

### 全日本吹奏楽連盟主催による大会
- 全日本マーチングコンテスト
- 全日本アンサンブルコンテスト
- 全日本小学生バンドフェスティバル

### その他の主催者による吹奏楽大会（吹奏楽形態で参加できる大会を含む）
- 東日本学校吹奏楽大会 （北海道吹奏楽連盟・東北吹奏楽連盟・東関東吹奏楽連盟・西関東吹奏楽連盟・東京都吹奏楽連盟・北陸吹奏楽連盟・朝日新聞社）
- 南九州小編成吹奏楽コンテスト （熊本県吹奏楽連盟・大分県吹奏楽連盟・宮崎県吹奏楽連盟・鹿児島県吹奏楽連盟・沖縄県吹奏楽連盟）
- 中部日本吹奏楽コンクール （中部日本吹奏楽連盟・中日新聞社）
- 首都圏学校交歓演奏会 （首都圏学校交歓演奏会実行委員会）
  - 群馬学校吹奏楽新人戦 （群馬学校吹奏楽新人戦実行委員会）
  - 埼玉吹奏楽コンクール 新人戦 （埼玉吹奏楽コンクール新人戦実行委員会）
  - 新潟吹奏楽コンクール新人戦 （新潟吹奏楽コンクール新人戦実行委員会）
  - 山梨吹奏楽コンクール 新人戦 （山梨吹奏楽コンクール新人戦実行委員会）
  - 東京吹奏楽コンクール新人戦 （東京吹奏楽コンクール新人戦実行委員会）
  - 鎌倉三浦半島地区吹奏楽研究会 新人コンクール （鎌倉三浦半島地区吹奏楽研究会）
  - いしかわ吹奏楽コンクール新人戦 （石川県吹奏楽連盟）
- 日本管楽合奏コンテスト （日本音楽教育文化振興会）
- こども音楽コンクール 管楽合奏の部 （TBSラジオほか系列局）
- 国民文化祭 吹奏楽の祭典 （文化庁）
- 全国高等学校総合文化祭 吹奏楽部門 （文化庁・全国高等学校文化連盟）
- 全日本高等学校選抜吹奏楽大会 （浜松市・浜松市文化振興財団・日本高等学校吹奏楽連盟）
- 全日本高等学校吹奏楽大会in横浜 （横浜市・日本高等学校吹奏楽連盟）
- 全国ポピュラーステージ吹奏楽コンクール （日本吹奏楽普及協会）
- 全日本ブラスシンフォニーコンクール （全日本ブラスシンフォニーコンクール事務局）
- 全日本ポップス＆ジャズバンドグランプリ大会 （日本ジャズ協会21）
- シンフォニックジャズ&ポップスコンテスト （シンフォニックジャズ&ポップスコンテスト全国大会実行委員会）
- 東京国際音楽祭 コンクール （東京国際音楽祭）
- 日本学校合奏コンクール グランドコンテスト （日本学校合奏コンクール委員会）

など（括弧内は主催者）